# 王懋學 (南鄭)
王懋學（？—？），號儆盤，陕西汉中府南郑县人。明朝政治人物。

## 生平
萬曆四十三年（1615年）乙卯科陕西鄉試舉人，天啓二年（1622年）壬戌科進士。都察院观政，三年授靖江县知县，六年补授山东诸城县知县，崇祯四年考选，授兵部武选司主事，历升职方司员外郎，职司督捕，京畿肃清。八年京察，十二年降四川布政司照磨。
崇祯四年以验试武举不力，降四级。